# Le Tabor et le Sinaï
Le Tabor et le Sinaï, sous-titré, Essais sur l'art contemporain, est un recueil d'essais de Michel Tournier, publié en 1988. Une version corrigée et augmentée est parue en 1994 aux Éditions Gallimard, collection Folio no 2550.

## Éditions originales
- Le Tabor et le Sinaï, Paris, Belfond, 1988, 183 p.  (ISBN 2-7144-2158-X) ;
- Le Tabor et le Sinaï (version augmentée), Paris, Gallimard, coll. « Folio » no 2550, 1994, 208 p.   (ISBN 2-07-038747-X).